# Golimumab
Le golimumab est un anticorps monoclonal humain de type IgG produit sur une lignée cellulaire d’hybridome de souris par la technique de l’ADN recombinant qui est utilisé comme un médicament immunosuppresseur et commercialisé sous la marque Simponi.
Le golimumab se fixe au facteur de nécrose tumorale (TNF de l'anglais : tumor necrosis factor), qu'il soit sous forme soluble ou membranaire et inhibe la liaison du TNF-alpha à ses récepteurs.

## Commercialisation
Le golimumab a été développé par Janssen Biotech et est approuvée au Canada et aux États-Unis comme traitement de la polyarthrite rhumatoïde, le rhumatisme psoriasique et la spondylarthrite ankylosante.
En France, le laboratoire MSD a obtenu une autorisation de mise sur le marché (AMM) le 1er octobre 2009, pour ces trois affections ainsi que la rectocolite hémorragique.

## Indications
- La polyarthrite rhumatoïde (PR) de l’adulte, en association au méthotrexate (MTX), lorsque la réponse aux traitements de fond, y compris le MTX, a été inadéquate ;
- Le rhumatisme psoriasique (RP) actif et évolutif, seul ou en association au MTX, lorsque la réponse à un précédent traitement de fond a été inadéquate ;
- La spondylarthrite ankylosante (SPA) active et sévère, en cas de réponse inadéquate à un traitement conventionnel[2].
- La rectocolite hémorragique en cas de non-réponse aux traitements conventionnels.

## Posologie
Par voie sous-cutanée et par auto-injection :
- Polyarthrite rhumatoïde : 50 mg administrés une fois par mois, à la même date chaque mois de manière concomitante avec le MTX.
- Rhumatisme psoriasique : 50 mg administrés une fois par mois, à la même date chaque mois.
- Spondylarthrite ankylosante : 50 mg administrés une fois par mois, à la même date chaque mois[2].
- Rectocolite hémorragique : 50 mg administrés une fois par mois pour les personnes pesant moins de 80 kg, 100 mg par mois pour celles de plus de 80 kg.

## Recherche
Il permettrait, dans le diabète de type 1, de conserver une production endogène d'insuline et de diminuer les besoins de ce dernier dans le traitement de celui-ci.